# Otmar Striedinger
Otmar Striedinger, avstrijski alpski smučar *14. april 1991

## Rezultati svetovnega pokala

##### Sezonska lestvica
| Sezona | Starost | Skupni seštevek | Slalom | Veleslalom | Superveleslalom | Smuk | Alpska kombinacija |
| ------ | ------- | --------------- | ------ | ---------- | --------------- | ---- | ------------------ |
| 2013   | 21      | 110.            | -      | -          | -               | 43.  | -                  |
| 2014   | 22      | 33.             | -      | -          | 7.              | 22.  | -                  |
| 2015   | 23      | 37.             | -      | -          | 14.             | 24.  | -                  |
| 2016   | 24      | 60.             | -      | -          | 37.             | 24.  | -                  |
| 2017   | 25      | 118.            | -      | -          | 40.             | 50.  | -                  |
| 2018   | 26      | 109.            | -      | -          | -               | 34.  | -                  |
| 2019   | 27      | 43.             | -      | -          | 50.             | 11.  | -                  |
| 2020   | 28      | 78.             | -      | -          | -               | 23.  | -                  |
| 2021   | 29      | 42.             | -      | -          | -               | 8.   | -                  |

##### Top 3
| Sezona | Datum             | Kraj                  | Disciplina      | Mesto |
| ------ | ----------------- | --------------------- | --------------- | ----- |
| 2014   | 7. december 2013  | Beaver Creek, ZDA     | Superveleslalom | 2.    |
| 2019   | 25.januar 2019    | Kitzbühel, Avstrija   | Smuk            | 3.    |
| 2019   | 13. marec 2019    | Soldeu, Andora        | Smuk            | 3.    |
| 2021   | 13. december 2020 | Val d'Isere, Francija | Smuk            | 2.    |
| 2022   | 18. december 2021 | Val Gardena, Italija  | Smuk            | 2.    |

##### Zmage v evropskem pokalu
| Letoo | Datum          | Kraj   | Disciplina |
| ----- | -------------- | ------ | ---------- |
| 2018  | 18. marec 2018 | Soldeu | Smuk       |

##### Avstrijsko državno prvenstvo
| Leto | Disciplina      | Mesto |
| ---- | --------------- | ----- |
| 2012 | Superveleslalom | 2.    |
| 2016 | Superveleslalom | 2.    |
| 2018 | Smuk            | 1.    |
| 2019 | Superveleslalom | 2.    |
| 2021 | Superveleslalom | 1.    |

## Rezultati svetovni prvenstev
| Leto | Starost | Slalom | Veleslalom | Superveleslalom | Smuk | Alpska kombinacija |
| ---- | ------- | ------ | ---------- | --------------- | ---- | ------------------ |
| 2015 | 23      | -      | -          | 24.             | -    | ODSTOP1            |
| 2019 | 27      | -      | -          | -               | 31.  | -                  |
| 2021 | 29      | -      | -          | -               | 19.  | -                  |

## Rezultati mladinskih svetovnih prvenstev
| Leto | Datum      | Kraj          | Disciplina      | Mesto   |
| ---- | ---------- | ------------- | --------------- | ------- |
| 2011 | 3. februar | Crans-Montana | Smuk            | 3.      |
| 2011 | 4. februar | Crans-Montana | Superveleslalom | ODSTOP1 |

## Rezultati olimpijskih iger
| Leto | Starost | Slalom | Veleslalom | Superveleslalom | Smuk | Alpska kombinacija |
| ---- | ------- | ------ | ---------- | --------------- | ---- | ------------------ |
| 2014 | 22      | -      | -          | 5.              | -    | 21.                |